# José Olallo Valdés
José Olallo Valdés (12 de febrero de 1820 - †7 de marzo de 1889), religioso cubano de la orden de San Juan de Dios, que vivió al servicio de los enfermos y los más necesitados.
Fue uno de los niños que abandonaron en la Casa de Beneficencia de La Habana en el año 1820. Olallo se cría en la Beneficencia y desde su niñez muestra estar inclinado a la piedad. Siendo un joven adolescente entra como novicio en la orden de San Juan de Dios.
En 1835 llega a la Villa de Santa María del Puerto del Príncipe (actual Camagüey). Allí empezó a trabajar en el Hospital San Juan de Dios. El pueblo le conocía como El Padre Olallo, a pesar de no ser sacerdote. Pronto comienza a obrar de acuerdo a su fe: Atendía con especial afecto a los enfermos, instruía a los niños pobres en la doctrina cristiana y les enseñaba a leer y escribir, defendía a los esclavos, y el pueblo empezó a ver en aquel hombre, un Santo.
Había recogido a un pequeño muchacho, que tenía problemas mentales y había sido abandonado; se llamaba Vicente (pero todos lo conocían por su apodo: Mamía). Olallo quería a Mamía como a un hijo, y lo complacía en todos sus antojos. En 1868 estalla la lucha por la independencia de Cuba. Con motivo de la guerra el hospital es destinado para el uso de los militares. En la plaza que quedaba frente al hospital, fue abandonado el cuerpo sin vida del Mayor General Ignacio Agramonte, un héroe camagüeyano a quien el pueblo apreciaba mucho, y que había librado importantes batallas en la guerra. Olallo lavó el cadáver del patriota y lo llevó al hospital, para que el pueblo pudiera rendirle tributo; allí también lo protegió de las autoridades españolas, quienes querían profanar sus restos. 
Mons. José María Martín de Herrera y de la Iglesia quien en aquel entonces era arzobispo de Santiago de Cuba, le propuso ordenarlo sacerdote; pero él se negó porque quería dedicar su vida a los pobres y a los enfermos, y el ser ordenado presbítero implicaba su alejamiento de los pacientes. Olallo siguió viviendo para los pobres y los enfermos, sin importarle contagiarse de alguna de las peligrosas epidemias que se desataron en aquellos tiempos. 
El 7 de marzo de 1889 muere el Padre Olallo. Casi todo Puerto Príncipe acudió al entierro de este gran hombre, todos unidos en el dolor, sin distinción de clases. El pueblo construyó un monumento a su memoria, encima de su tumba, el cual lleva grabado estas palabras:

Este monumento llegaría al cielo si lo formaran los corazones de los pobres agradecidos a quienes asistió el Padre Olallo durante 53 años en el Hospital de San Juan de Dios"

Y más adelante dice:

“Dejar de pertenecerse, para entregarse todo entero al que gime en el lecho del dolor y de la miseria, es ir detrás de la inmortalidad, sin presentirlo ni apetecerlo”

El 16 de febrero de 2006, sus restos fueron trasladados a la capilla del antiguo Hospital de San Juan de Dios, donde estuvo casi toda su vida.

## Beatificación
El 15 de marzo de 2008, el Santo Padre Benedicto XVI, aprueba el milagro obrado por Dios, mediante la intercesión de Olallo Valdés, como respuesta a las fervientes peticiones del pueblo por la curación de Daniela Cabrera, de un avanzado linfoma no-Hodgkin en estadio 3-4, tipo Burkitt.
Finalmente, el 29 de noviembre de 2008 fue beatificado el Padre Olallo, en una ceremonia que tuvo lugar en la Plaza de la Caridad, en Camagüey, Cuba, donde acudieron personas de todo el país y de algunas partes del mundo, a venerar la memoria de tan ilustre cubano. La ceremonia fue presidida por presidida por Cardenal José Saraiva Martins, C.M.F., Prefecto de la Congregación para las Causas de los Santos en aquel momento. De este modo, se convirtió en el segundo cubano en ser beatificado y en el primero en ser beatificado en Cuba. 
El 13 de octubre de 2013, entre los 522 mártires de la persecución religiosa durante la guerra civil española beatificados en Tarragona, España, estaba el tercer natural de la Isla de Cuba en alcanzar el honor de los altares, en la persona del también Hermano Hospitalario Jaime Óscar Valdés, otro noble y santo hijo de la Casa Cuna de La Habana. El primero, fue el también mártir agustino de origen jatiboniquense, -es decir, otro camagüeyano-, fray José López Piteira, que al igual que anterior fue asesinado en 1936 por su simple condición de religioso. Su beatificación tuvo lugar en la Plaza de San Pedro en Roma el 28 de octubre de 2007, junto a otros 497 mártires.